# Immediatvortrag
Immediatvortrag ist ein historischer Begriff der preußischen und deutschen Rechtssprache für einen persönlichen, unmittelbar vor dem preußischen König oder dem Deutschen Kaiser gehaltenen Vortrag oder Bericht.
Die Möglichkeit, einen Sachverhalt oder ein Anliegen direkt mit dem König oder Kaiser besprechen zu können, hatte nicht jedermann am Hof oder im Reich. Der Zugang zum Monarchen war weitgehend auf einen bestimmten Kreis von Personen beschränkt. Diese hatten dadurch eine Möglichkeit, unmittelbaren politischen Einfluss auszuüben. „Durch Immediatvorträge vor dem König habe ich durchgesetzt ...“ (Freiherr vom Stein)
Auch in der neueren historischen Literatur wird der Begriff verwendet, sinngemäß übertragen auf einen unmittelbar vor einem nichtmonarchischen Regierungschef gehaltenen Vortrag, z. B. vor dem Präsidenten der Vereinigten Staaten von Amerika oder dem britischen Premierminister.